# Parlache

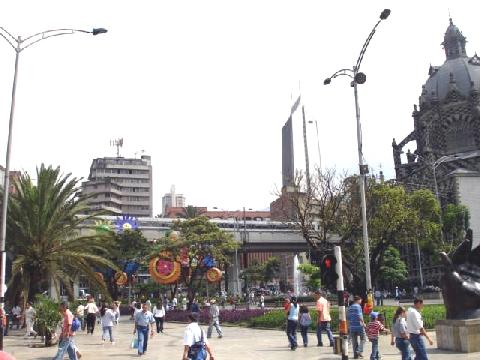
La ciudad de Medellín, traducida en jerga parlache como Medallo, fue el principal espacio de desarrollo de esta germanía.

El parlache fue inicialmente una germanía que se originó y desarrolló en los sectores marginales de la ciudad de Medellín y, años más tarde, extendida al área metropolitana del Valle de Aburrá y a otras poblaciones y ciudades de Antioquia y de Colombia. Ha tenido una influencia en el habla popular de otras regiones de este país a través de los medios de comunicación que le han dado espacio. Algunas personas de distintas edades y características socioculturales, habitantes del área metropolitana del Valle de Aburrá y de otras regiones de Colombia han adoptado varios de sus términos como una jerga. Sus principales influencias son el español paisa, la salsa y el lunfardo.
Es importante aclarar que el parlache no deja de ser una variante del español, puesto que casi todos sus mecanismos de transformación y creación léxica se adaptan a los procesos fonológicos, morfosintácticos y semánticos de esta lengua. Aunque los usuarios del parlache rechacen el español estándar como símbolo de la clase dominante, en el fondo lo reconocen como la forma más elaborada y la que se quiere utilizar en determinadas circunstancias.

## Etimología
El término parlache fue acuñado por la necesidad de un nombre que debería llevar esta germanía para la investigación que estaban realizando los sociolingüistas de la Facultad de Comunicaciones de la Universidad de Antioquia Luz Stella Castañeda Naranjo y José Ignacio Henao Salazar. Entre las propuestas se encontraban; «el hablar torcido», «el parceñol» y «el sisasnolas». La búsqueda del nombre se amplió hasta llegar a oídos de los estudiantes de la mencionada universidad que entraron a participar y a algunos de los informantes del estudio que tenían contacto con personas que pertenecían a los grupos sociales en donde esta jerga era de uso común. Uno de tales informantes, estudiante de la citada universidad y residente de un barrio marginal propuso «el parlache», por apócope —supresión de algún sonido al final de un vocablo— de «parlar» y por aféresis —supresión de algún sonido al principio de un vocablo— de «parche».

## Historia

### Antecedentes

#### Minería del oro en Antioquia
Durante la época colonial en el siglo XVI la minería del oro fue la primera actividad económica de Antioquia. Desde los tiempos de la conquista española de Colombia los territorios antioqueños de Remedios y Zaragoza han sido poblados y recorridos por buscadores de oro. En la época de la colonia, para atender a la explotación de las minas los colonos más ricos llevaban a Zaragoza y Remedios cuadrillas de negros esclavizados, que venían desde Cartagena de Indias; los colonos menos pudientes lo buscaban en las arenas con sus propias manos, ayudados de picos y bateas, como muchas personas lo hacen todavía hoy en estos lugares y en muchos otros de Colombia. Los núcleos urbanos de los municipios anteriormente mencionados están constituidos en gran parte por mineros, individuos y familias, que han llegado de otras tierras, aledañas y lejanas dentro y fuera del departamento de Antioquia. En Zaragoza y Segovia operan compañías extranjeras y pequeñas empresas colombianas que ocupan en conjunto a millares de trabajadores en la extracción de oro, los cuales todavía son muy explotados artesanalmente, existiendo gran cantidad de ilegalidad y violencia.
En los estudios e investigaciones sobre Antioquia se ha dicho que la construcción del ferrocarril, el auge de la economía cafetera y la industrialización de Medellín, estuvieron determinados por la participación de los ricos y poderosos antioqueños en diferentes sectores de la economía como: minería, comercio, ganadería e industria. A principios del siglo XX también estaban instalándose compañías extranjeras dedicadas a la explotación aurífera, especialmente en el nordeste antioqueño. Sin embargo son pocos los estudios sobre las repercusiones que en cada municipio tuvo este proceso.
Durante la década de 1950 una carretera, que prácticamente desaparecía en épocas de lluvias, transitaba entre Zaragoza y Remedios. También había un servicio de transporte aéreo desde y hacia Medellín y Cartagena. La alimentación de la mayoría de los habitantes era mala. El clima era insalubre y abundaban los enfermos de paludismo. El consumo de licores, especialmente de cerveza, alcanzaba proporciones muy altas, principalmente en Zaragoza. La introducción de muchas cuadrillas de negros africanos para la extracción del oro, podría explicar el uso del vocablo «combo» entre otros de origen africano.

#### Migraciones a Medellín
Hasta 1930 las principales corrientes migratorias provenían de la zona rural cercana a Medellín y de los sectores medios de los pueblos más alejados; los migrantes eran de los sectores económicos del comercio, minería y artesanal. Después de 1930 el ritmo del proceso migratorio tendió a acelerarse, y a partir de 1948 el crecimiento total alcanza el 6%, con la llegada de pobladores que huyen o son expulsados por los bandoleros, la pobreza y la problemática agraria.
El tango es introducido en Medellín por las compañías discográficas gracias a la aparición de los discos de setenta y ocho revoluciones. En ellos se escuchaba una música de carrilera (u otra obra de la música folclórica colombiana) de un lado y un tango del otro interpretados éstos en la voces de cantantes no argentinos, sino españoles o de otros países latinoamericanos. La introducción de estos discos se produjo entre las décadas de 1920 y 1930. Otro factor que contribuyó a la introducción y la difusión del tango durante la década de 1930, fueron las emisiones de radio locales e internacionales. Por último, la trágica muerte de Gardel en 1935 en el aeropuerto Olaya Herrera de Medellín, contribuyó al nacimiento del mito y a que esta ciudad fuera calificada como «la capital tanguera del mundo». En el orden sociológico apuntan a la existencia de procesos sociales semejantes en la Argentina de comienzos del siglo XX y en la Antioquia de esas primeras décadas. La renovación política que tiene lugar con el ascenso del presidente del partido liberal Alfonso López Pumarejo después de cuarenta y cinco años de hegemonía conservadora y su lema de «la revolución en marcha» genera también un verdadero proceso de modernización y Medellín se industrializa reforzando con ello la fuerte corriente migratoria del campo a la ciudad (versión local de la argentina «hacer la América»). Esta migración tiene espacio cerca de la antigua estación Cisneros del ferrocarril y de la antigua plaza de mercado con una mayor concentración en los bares y prostíbulos del barrio Guayaquil. Es allí donde florece el tango, como expresión de lo que experimentan esos seres marginales que se debaten entre la nostalgia de un pasado, la convicción de que el tiempo pasa para todos y lo único cierto es la muerte, la experiencia de pérdida en la que el barrio, la madre, la mujer querida, todo se va, dejando al hombre en soledad.
Después de 1945, con el comienzo de la época de «La Violencia», la ciudad de Medellín afrontó un proceso acelerado de crecimiento que hizo aumentar el número de habitantes y urbanizar terrenos que no eran tenidos como posibles zonas de construcción, especialmente hacia el norte en la zona nororiental de Medellín. Si bien la guerra civil que se ensañó con los campos colombianos no tocó directamente a la ciudad, esta sí se vio afectada por la llegada masiva de refugiados.

### Orígenes
Desde aproximadamente la década de 1980, pero con antecedentes importantes en las décadas de 1960 y 1970, con el lenguaje de los camajanes, de las bandas y de los famosos vagos y patos que deambulaban por los barrios, viene desarrollándose en Medellín y en su Área Metropolitana el parlache, que expresa toda esa nueva realidad que se vive en una ciudad en crisis. Realidad caracterizada, entre otros aspectos, por:
- Un crecimiento excesivo y no planeado de la ciudad, debido a los procesos de migración y de desplazamiento ocasionados por la violencia.
- Una gran concentración de la población en zonas periféricas, en muchos casos, con problemas de transporte, de vías de acceso y servicios públicos, como agua, alcantarillado y electricidad.
- Bajos niveles de cobertura en educación y en salud y altos índices de pobreza, desempleo y desnutrición.
- A todo esto se agrega que un alto porcentaje de esa masa poblacional que llega a la ciudad está compuesto por jóvenes y niños que no encuentran alternativas para llevar una vida digna y se convierten en un grupo vulnerable que fácilmente se vincula a actividades delictivas.[17]

Surge entonces el parlache, ya que las transformaciones sociales, culturales y laborales de Medellín generaron una división de la ciudad en dos sectores diferenciados, y dieron origen a una serie de cambios lingüísticos y a una nueva forma de simbolizar y de expresar la realidad urbana. El surgimiento de lenguajes con mucho argot se da, con diferentes niveles de intensidad, en las grandes ciudades del mundo. Al respecto, la profesora mexicana Rossana Reguillo Cruz (1995, p. 94), al estudiar el mundo de las bandas (que en México tienen unas características un tanto diferentes a las de Medellín), dice que el territorio de la banda puede leerse como un texto cultural, en el que se materializan las visiones y representaciones del mundo de los actores que lo habitan.
Para el profesor catalán Carlos Feixa et al. (Alsinet, pp. 96—100), las culturas juveniles crean un territorio propio y se apoderan de espacios urbanos determinados que distinguen con sus marcas: la esquina, la calle, la pared, el local de baile, la discoteca, el centro urbano, las zonas de ocio. Crean palabras, giros, frases hechas; cambian la entonación, todo para oponerse a los adultos. Para lograrlo toman elementos prestados de los argotes marginales, como el de la droga, de la delincuencia y de los diferentes grupos étnicos que componen el cuerpo común de la sociedad; pero asimismo de ingeniosa manera crean nuevos términos y expresiones a través de las metáforas, de la inversión silábica y los juegos lingüísticos.
Al referirse al Verlan francés, el periodista José Luis Barbería (1999), nos dice que los suburbios de las ciudades francesas son hoy fecundos laboratorios lingüísticos, pues a toda hora surgen nuevas palabras creadas con la inversión de las sílabas de las palabras conocidas, con la fusión de vocablos nacidos del choque entre el francés y el árabe, las lenguas centroafricanas, el inglés e incluso el español; también surgen nuevas palabras por creación pura y caprichosa.
Estas características coinciden también con el proceso de formación y de difusión del lunfardo en Buenos Aires, dialecto que surgió de los inmigrantes que vivían en la orilla (sectores marginales de la ciudad). Para José Gobello (1996, p. 129), presidente de la Academia de lunfardo y estudioso de esta variedad dialectal, el lunfardo puede considerarse como un repertorio de voces extranjeras, una acumulación de préstamos. El lunfardo fue creado por los compadritos con los elementos lingüísticos traídos por los inmigrantes. En un comienzo, el lunfardo fue un lenguaje rechazado y discriminado, pero con el paso del tiempo, según Sebreli (1979, p. 106): «Siendo el lenguaje técnico de los malhechores, destinado a ser entendido sólo por los iniciados, devino luego en lenguaje común de todo este sector desasimilado, que intenta la destrucción simbólica de la sociedad organizada, mediante la destrucción de su lenguaje».
En Colombia, concomitante con el narcotráfico, un gran número de personas, en su mayoría jóvenes con escasas posibilidades de estudio y de empleo, dan origen a las bandas y al sicariato. Estas bandas y la situación socioeconómica, cultural e ideológica que rodea a los jóvenes de los barrios populares, e incluso a jóvenes de otros sectores, generan una cultura ambivalente y una crisis de los valores tradicionales. Los jóvenes, entonces, no tienen una identidad cultural definida, porque a pesar de que muchos de ellos han nacido en Medellín, no tienen una raíz propiamente urbana y en sus manifestaciones culturales y lingüísticas se puede leer todo un sentido de desarraigo, que es claramente observable en los escritos que hemos recogido para la primera investigación y en los datos que se recopilaron para esta tesis doctoral. Este desarraigo se expresa en palabras como amurao, desparchado, chirrete, bandera, desechable.
Con el deterioro de las condiciones socioculturales y la agudización de la violencia, el parlache sigue vigente, y su desarrollo es tan fuerte, que su caudal léxico se ha incrementado notoriamente en los últimos años. El glosario del libro publicado en 2001 no alcanzaba las 1 500 entradas; en cambio, en la base de datos para esta investigación hay poco más de 2500, contando las diferentes acepciones. Así mismo, es cada vez más frecuente su uso en los medios de comunicación, sobre todo, cuando abordan la problemática de los sectores populares y marginales, no sólo de Medellín sino de toda Colombia. Además, la presencia de palabras y expresiones del parlache en textos publicados ha aumentado considerablemente en los últimos dos años.

## Difusión
Lo que caracteriza y sitúa a este argot por encima de otros es la gran influencia que ha ejercido en el habla coloquial y patrón colombiana, pues, a pesar de ser y haber nacido como una variedad utilizada por grupos concretos, especialmente por jóvenes entre los 15 y los 26 años de la década de 1980 de la zona nororiental de Medellín, en estos momentos, muchas de sus piezas léxicas han pasado a ser de uso general en el habla tanto de la ciudad en donde se originó como del resto del país. Así, puede oírse y leerse en los medios de comunicación audiovisuales y escritos (radio, televisión, cine, teatro, periódicos, revistas y revistas de historietas), pero también en la literatura y en la lengua de la calle.

### Literatura
En la década de 1980 se hizo patente en los medios de comunicación de Colombia la visibilidad del sicario. Se popularizó entonces este término, tomado del latín sicarius (cuya primera documentación data de 1884, según el Diccionario crítico etimológico castellano e hispánico, de Corominas y Pascual, que lo considera voz literaria, principalmente periodística), en sustitución del sintagma «asesinos de la moto». Las experiencias de este personaje jalonan la obra No nacimos pa semilla (1990), de Alonso Salazar J., que rescata los testimonios de algunos muchachos de Medellín sumidos en la violencia, a partir de entrevistas realizadas entre 1989 e inicios de 1990, cuyo lenguaje popular se conserva en el texto, lo que marca una ruta para las obras de ficción posteriores. Este es un fragmento (pp. 54—55):
| Yo estaba esperando que llegaran unos parceros con fierros pa encendelos. Como llegó la noche y no cayeron sentí la cosa trinca. Entonces me trepé por la parte de atrás de la casa y coroné la calle de arriba. Caminé una cuadra, iba bajando un colectivo y le puse la mano. Cuando me fui a subir vi un pelado como a dos metros apuntándome con una escopeta. Sentí un calor que me cogió todo el cuerpo y no supe más de mí. —No nacimos pa semilla; Alonso Salazar Jaramillo |

En castellano común el fragmento tendría la siguiente escritura:
| Yo estaba esperando que llegaran unos amigos con armas de fuego para dispararles. Como llegó la noche y no llegaron sospeché que algo había salido mal. Entonces me trepé por la parte de atrás de la casa y alcancé a llegar a la calle de arriba. Caminé una cuadra, iba bajando un bus colectivo y le puse la mano. Cuando me fui a subir vi un joven como a dos metros apuntándome con una escopeta. Sentí un calor que me recorrió todo el cuerpo y no supe más de mí. |

### Cine
Por otro lado, resulta de especial interés la producción cinematográfica de Víctor Gaviria (Medellín, 1955), director y guionista. Su película Rodrigo D: no futuro (estrenada en 1990) refleja la vida de los jóvenes en las comunas de Medellín y destaca la presencia de actores naturales, al igual que ocurre en sus otras películas: La vendedora de rosas (estrenada en 1998), en la que «Mónica», una niña de doce años, vende rosas en esa misma ciudad, y Sumas y restas (estrenada en 2005), que tiene como marco los orígenes del narcotráfico en Medellín durante la década de 1980. En estos largometrajes el discurso del marginado aparece en su inmediatez, sin filtros, sin intermediarios, dentro de la voluntad de realismo que asume el cineasta.

### Televisión
Series como Recórcholis (de Vargasvil, trasmitido por Teleantioquia en 1992) y Cuando quiero llorar no lloro (adaptación colombiana del escritor venezolano Miguel Otero Silva), Gonólogos con Campo Elías, El cartel de los sapos, Sin tetas no hay paraíso.

## Descripción lingüística

### Clasificación
Como se ha dicho en la parte introductoria de este artículo, el parlache es una germanía. Acoge en su inventario un número representativo de palabras que están presentes en el DRAE, sin embargo en esta variedad del argot han sido resemantizadas o han sido actualizadas. Dado que su origen se circunscribe en el ámbito medellinense y este a su vez en la cultura de la región paisa, que tradicionalmente ha hablado una variante del idioma castellano: puede decirse que el parlache es un derivado de la variante del español hablado en Antioquia.

### Fonología

#### Características fonológicas generales
- La gravedad en el tono de la voz en la conversación corriente es muy notoria comparada con la altura del habla típica del acento paisa. Sin embargo, en ambos modos de hablar las frases subordinadas terminan a menudo con un tono notablemente agudo.[23][24]

### Morfología

#### Características generales
El uso frecuente de la forma pronominal de los verbos, incluso muchos verbos que en la variedad patrón no lo son. Por ejemplo: achicopalarse, amurarse, bacaniarse, destapiñarse, engolirarse, pisarse, rambotizarse, repantigarse.

#### Resemantización
En este procedimiento se presenta una ampliación semántica, porque se incorporan al léxico de este argot palabras ya existentes pero con nuevos significados. En algunos casos estas palabras sufren varios procesos de resemantización y también sucede que cambian de categoría gramatical. Por ejemplo
| Categoría gramatical | Vocablo |
| -------------------- | --- |
| Verbos               | aforar, agitar, amarrar, arrugar, barajar, boletear/~iar, brincar, cabalgar, cabrear/~iar, cachar, carroñar, chutar, dañar, entubar, fumigar, ganar, insolar, ligar, mascar, patrocinar, timbrar, tumbar, zafar,                                                                                              |
| Sustantivos          | adobe, aeropuerto, aguja, amarrado, animal, ascensor, baile, caneca, carriel, cascado, cocina, doblador, figurín, filo, finca, gaga, manca, merca, muñeco, piñata, pirata, teléfono, tropel, vacuna |
| Adjetivos            | abeja, agrio, alzado, anestesiado, arañado, avión, bandera, banderola, biblia, cajeto, calidoso, casposo, chimba, chupón, conejero, enamorado, escaldado, frentero, iluminado, mamón, marrano, pajizo, pasta, pecoso, perro, piloso, plumero, podrido, prendo, primo, puyón, roncón, sabroso, trabado, verde, |

La mayoría de los verbos resemantizados en parlache se presentan en seis campos semánticos:
Vida cotidiana — Muerte — Violencia — Estupefacientes — Sexo — Cárcel — Robo
En total, son ciento veintiséis verbos que han llegado al parlache por esta vía. Si agrupamos muerte, violencia, estupefacientes, cárcel y robo, cuatro ejes temáticos relacionados y caracterizados por la trasngresión y violencia, tendríamos allí ubicados la mayoría de los verbos que entran al parlache a partir de la resemantización. Por ejemplo: «abrirse». Unos cuantos son creaciones, por ejemplo destapiñarse, que significa «despatarse, hacer evidente las inclinaciones homosexuales»; verbo este que no se encuentra en ninguno de los diccionarios como son el DRAE, el Diccionario de argot de Julia Sanmartín, el Diccionario ejemplificado de argot de Ciriaco Ruíz y el Vocabulario ideológico del lunfardo de José Gobello.

#### Revitalización
Este hecho se da en el castellano y es muy utilizado en parlache, en un proceso de incorporación en el mismo sentido que se actualiza o revitaliza palabras que habían caído en desuso, pero que estaban latentes en la cultura popular. Por ejemplo: la palabra pelle o peye que no aparece registrada en el DRAE, pero sí el Diccionario de colombianismos de Tobón Betancourt (1997; p. 273), como un adjetivo despectivo que se usaba para hacer referencia a una prenda de vestir desgastada. En parlache es una palabra que se usa también como despectivo para insultar a alguien o para referirse a un animal u objeto en mal estado.  La palabra toparse, que significa encontrarse con alguien, dejó de usarse en el lenguaje urbano de Medellín pero es de común usanza en los sectores rurales.
| Categoría gramatical | Vocablo                                                                                        |
| -------------------- | ---------------------------------------------------------------------------------------------- |
| Verbos               | achantar, apadrinar, coronar, cranear, enjaular, estrellar, hundir, madrugar, quiñar, rebotar. |
| Sustantivos          | animal, arrechera, chiney, chocha, guandoca, guaro, pachanga, padrino, puchito, puntazo.       |
| Adjetivos            | aborto, agringado, caído, carcacha, fafarachero, fariseo, garulla, gato, pintoso, pirata.      |

## Breve vocabulario
A continuación una breve muestra de algunos vocablos que se encuentran en el parlache.
| Palabra  | Significado DRAE | Connotación en parlache                                                              |
| -------- | --- | ------------------------------------------------------------------------------------ |
| caspa    | (De or. inc., quizá de or. prerromano) 1. f. Conjunto de escamillas blancuzcas que se forman en el cuero cabelludo. | (Resemantización) 1. f. Lo que sobra, lo inútil, lo inservible. 2. f. Sin valor.     |
| caramelo | (Del port. caramelo, carámbalo, caramelo) 1. m. Azúcar fundido y endurecido. 2. m. Golosina hecha con caramelo y aromatizada con esencias de frutas, hierbas, etc. | (Resemantización) 1. adj. Escaso, particular. 2. adj. Tonto. 3. adj. Poco frecuente. |
| mero     | mero2, ra. (Del lat. merus). 1. adj. Puro, simple y que no tiene mezcla de otra cosa. U. en sentido moral e intelectual. 2. adj. Insignificante, sin importancia. | (Resemantización por antífrasis) 1. adj. Relevante, de gran importancia.             |
| pasta    | (Del lat. pasta). 1. f. Encuadernación de los libros que se hace de cartones cubiertos con pieles bruñidas y por lo común jaspeadas. 2. f. Carácter, modo de ser o disposición natural de una persona. Antonio es de buena pasta. 3. f. Porción de oro, plata u otro metal fundido y sin labrar. 4. coloq. dinero (‖ moneda corriente). 5. coloq. dinero (‖ hacienda, fortuna). | (Resemantización) 1. adj. Bello, bonito. 2. adj. Llamativo por su belleza.           |